# Hocus
Hocus (stylisé hocus) est un jeu vidéo de réflexion développé par Yunus Ayyildiz et édité par gamebra, sorti en 2015 sur Windows, Mac, iOS et Android.

## Système de jeu
Le but du jeu est de déplacer un petit cube rouge vers la sortie d'un niveau. Chaque niveau est un objet impossible. Le gameplay est comparable à Edge, Monument Valley ou encore Echochrome.

## Accueil
- Canard PC : 6/10[1]
- TouchArcade : 4/5[2]